# بالگازی
بالگازی (به لاتین: Balgazy) یک منطقهٔ مسکونی در روسیه است که در باشقیرستان واقع شده‌است.